# Blacus maculipes
Blacus maculipes är en stekelart som beskrevs av Wesmael 1835. Blacus maculipes ingår i släktet Blacus och familjen bracksteklar. Arten är reproducerande i Sverige. Inga underarter finns listade.